# Colobaspis kwangtungensis
Colobaspis kwangtungensis es una especie de coleóptero de la familia Megalopodidae.

## Distribución geográfica
Habita en China.